# Annie Saumont
Pour les articles homonymes, voir Saumont (homonymie).
Annie Saumont née Laurent, le 16 mars 1927 à Cherbourg (Manche) et morte le 29 janvier 2017 à Antony,, est une femme de lettres et traductrice française, auteur de nombreuses nouvelles.

## Biographie

### Débuts
Annie Saumont (Raymonde Laurent de son vrai nom) naît en 1927 à Cherbourg et grandit à Rouen au sein d'une famille modeste composée d'Alfred Laurent (1889-1969) et d'Émilienne Gâté (1900-1990), institutrice. Elle entre à l'école primaire à 5 ans et commence l'année suivante à écrire de petites histoires. Elle fait des études de lettres modernes (maitrise d'anglais et d'espagnol) avant de s'orienter vers la littérature.

### Activité de traductrice
Spécialisée dans la littérature anglo-saxonne après être devenue la traductrice attitrée de John Fowles, elle est l'auteur d'une nouvelle traduction de L'Attrape-Cœurs de J. D. Salinger. Elle a aussi traduit des romans de V.S. Naipaul, Nadine Gordimer, Patricia Highsmith...

### Nouvelliste réputée
Devant le refus de Jérôme Lindon, des Éditions de Minuit, de publier un recueil de nouvelles comme premier livre, elle publie un roman, Monsieur Bridon viendra bientôt, en 1957, chez Horay. Jean Vattement explique : « En France, les recueils de nouvelles ne bénéficient pas de la même faveur que les romans : moins défendus par les éditeurs et par la critique, ils n'atteignent que très rarement les ventes des romans. » Annie Saumont se consacre ensuite à l'écriture de nouvelles (auteure d'environ 300 nouvelles publiées dans une trentaine de volumes), art dans lequel elle développe un exceptionnel savoir-faire et qui lui vaut en même temps une grande notoriété,. Elle est désignée comme « la sœur française de Raymond Carver ». Elle obtient en 1981 le prix Goncourt de la nouvelle avec Quelquefois dans les cérémonies (Gallimard), le grand prix SGDL de la Nouvelle pour Je suis pas un camion (Seghers) en 1989, le Prix Renaissance de la Nouvelle pour Les Voilà quel bonheur (Julliard) en 1993, le prix des Éditeurs en 2002. Son œuvre est étudiée dans les universités américaines et traduite dans le monde entier.

## Œuvres

### Romans
- Monsieur Bridon viendra bientôt, Éditions Pierre Horay, 1957
- Beau Nègre triste, Éditions Pierre Horay, 1958
- Ce soir, j'ai peur, Julliard, 1961, 2015 ; Pocket n° 16500, 2016.
- Marcher dans les déserts, Calmann-Lévy, 1963
- Jouer de l'harmonica, Mercure de France, 1968
- Dis, blanche colombe, Belfond, 1976
- Enseigne pour une école de monstres, Gallimard, coll. "Blanche", 1977

### Novellas
- Les Derniers Jours heureux, Joëlle Losfeld, coll. "Arcanes", 2002
- Un pique-nique en Lorraine, Joëlle Losfeld, coll. "Arcanes", 2005
- Un mariage en hiver / avec Vincent Bizien, Éd. du Chemin de fer, 2005 ; nouvelle édition 2013
- Vous descendrez à l'arrêt Roussillon, Bleu autour, coll. "D'un lieu l'autre", 2007
- La Rivière / vu par Anne-Laure Sacriste, Éd. du Chemin de fer, 2007
- Une voiture blanche, Bleu autour, coll. "D'un lieu l'autre", 2008
- Gammes, Joëlle Losfeld, coll. "Arcanes", 2008
- Une voiture blanche / ill. de Eloi Valat, Bleu autour, coll. "D'un lieu l'autre", 2008
- Autrefois, le mois dernier / documentation Céline Duval, Éd. du Chemin de fer, 2009. NB : parue en 1969 dans La Vie à l'endroit
- Le Pont / vu par Philippe Lemaire, Éd. du Chemin de fer, 2012
- Tu souris, tu accélères, vu par Valérie du Chéné, Éd. du Chemin de fer, 2013

### Recueils de nouvelles
- La Vie à l'endroit, Mercure de France, 1969
- Dieu regarde et se tait, Gallimard, coll. "Blanche", 1979 ; H.B. Éditions, 2000
- Quelquefois dans les cérémonies, Gallimard, coll. "Blanche", 1981.
- Si on les tuait ?, Luneau-Ascot, 1984 ; Julliard, coll. "L'Atelier", 1994 ; Julliard, 2004
- Il n'y a pas de musique des sphères, Luneau-Ascot, 1985
- La Terre est à nous (16 nouvelles), Ramsay, 1987 ; Gallimard, 1999 ; Julliard, 2009.
- Je suis pas un camion (17 nouvelles), Seghers, 1989 ; Julliard, 1996 ; Pocket, coll. "Nouvelles voix" n° 10952, 2000 ; Julliard, 2003.
- Moi les enfants j’aime pas tellement (11 nouvelles), Syros, 1990 ; Julliard, 2001 ; Pocket n° 11484, 2004
- Le Pont. La Rivière, Métailié, 1990
- Quelque chose de la vie, Seghers, 1990 ; Julliard, 2000
- Les voilà, quel bonheur, Julliard, coll. "L'Atelier", 1993 ; Pocket n° 4480, 1996, 2004 ; Julliard, 2005
- Le Lait est un liquide blanc (14 nouvelles), Julliard, coll. "L'Atelier", 1995 ; Julliard, 2002 ; Pocket n°12027, 2005.
- Après (15 nouvelles), Juillard, 1996, 2009 ; Pocket n° 10176, 1998, 2005.
- Embrassons-nous, Julliard, 1998 ; Pocket n° 10509, 1999
- Noir comme d'habitude (18 nouvelles), Julliard, 2000 ; Pocket n° 11064, 2002, 2009
- Dieu regarde et se tait, HB éditions, coll. "Textes courts", 2000 ; Encre bleue, coll. "Basse vision-corps 18", 2001
- La Femme du tueur, Julliard, 2001
- C'est rien, ça va passer,  Julliard, 2002 ; Pocket n° 11712, 2004, 2009
- Aldo, mon ami et autres nouvelles / présentation et dossier Marie-Pierre Dupleix, GF Flammarion, coll. "Étonnants classiques" n° 2141, 2000 ; GF Flammarion, coll. "Étonnants classiques" n° 141, 2008
- Les Blés suivi de Pour Marie (2 nouvelles), Joëlle Losfeld, coll. "Arcanes", 2003
- Un soir, à la maison, Julliard, 2003 ; Pocket n° 13975, 2009
- Nabiroga suivi de Le Trou (2 nouvelles), Joëlle Losfeld, coll. "Arcanes", 2004
- La Guerre est déclarée et autres nouvelles (8 nouvelles) / édition, notes et dossier Jean Vattement, GF Flammarion, coll. "Étonnants classiques" n° 223, 2005, 2012, 2024. Contient : La Guerre est déclarée, Vous auriez dû changer à Dol, Les voilà, La Composition d’orthographe, Sarah, C’était hier, Le Cri, Le Sucre.
- Koman sa sécri émé ?, Julliard, 2005 ; Pocket n° 13030, 2012
- Qu’est-ce qu'il y a dans la rue qui t'intéresse tellement ?, Joëlle Losfeld, coll. "Arcanes", 2006
- Les Croissants du dimanche, Julliard, 2008 ; Pocket n° 13976, 2010
- Encore une belle journée, Julliard, 2010 ; Pocket n° 14581, 2011
- Le Tapis du salon, Julliard, 2012 ; Pocket n° 15408, 2013
- Un si beau parterre de pétunias, Julliard, 2013 ; Pocket n° 15882, 2014.
- Florilège, Julliard, 2017

### Livres jeunesse
- Marc et la plante d'Afrique / Annie et Franck Saumont, Scandéditions-La Farandole, coll. "Feu follet", 1982
- Une île sur papier blanc / Annie et Franck Saumont ; ill. Wilhelm Schlote, Gallimard jeunesse, coll. "Folio benjamin" n° 41, 1984
- La Terre est à nous (16 nouvelles), Gallimard-Jeunesse, coll. "Frontières" n° 2, 1998

### Collectifs
- 2 CV / ill. André Verret, Nompareille, 1990
- Des livres et vous / photographies Henri Zerdoun ; préface Jean Orizet, Eboris, 1996
- C'était la guerre, Hachette Jeunesse, coll. "Courts toujours !", 1996
- 5 nouvelles pour la solidarité, Viva, 1997
- Hollywood, Eden, coll. "Eden noir" n° 4, 2000
- Bonnes nouvelles Vol. 2 : Un auteur, un thème / éd. Michel Descotes et Jean Jordy, Bertrand-Lacoste, coll. "Classiques Bertrand-Lacoste", 2005
- 5 auteurs, 5 nouvelles, 5 euros, Bleu autour, coll. "D'un lieu l'autre", 2007. Nouvelle d'Annie Saumont : Vous descendrez à l'arrêt Roussillon
- 5 auteurs, 5 nouvelles (coffret de 5 vol.), Bleu autour, coll. "D'un lieu l'autre", 2008. Nouvelle d'Annie Saumont : Une voiture blanche, avec des ill. de Eloi Valat.
- La Peur et autres récits : 8 nouvelles fantastiques, réalistes, à chute / éd. Stéphane Després, GF Flammarion, coll. "Étonnants classiques", 04/2015

### Traductions
- La Tour d'ébène, de John Fowles, Albin Michel, coll. "Grandes traductions", 1978 ; Albin Michel, coll. "Bibliothèque Albin Michel" n° 9, 1988 ; Le Livre de poche, coll. "Biblio roman" n° 3237, 1995
- Chère inconnue, de Bernice Rubens, Robert Laffont, 1980
- Daniel Martin, de John Fowles, Albin Michel, coll. "Grandes traductions", 1981, 1998 ; Le Livre de Poche n° 14858, 2000
- Ceux de July, de Nadine Gordimer, Albin Michel, coll. "Grandes traductions", 1983 ; Le Livre de poche n° 6084, 1985 ; Albin Michel, coll. "Bibliothèque Albin Michel" n° 53, 1992
- Dis-moi qui tuer, de V. S. Naipaul, Albin Michel, coll. "Grandes traductions", 1983 ; Points Roman n° 644, 1994 ; sous le titre Dans un État libre, 10-18, coll. "Domaine étranger" n° 2948, 1998 ; Albin Michel, coll. "Grandes traductions", 2001
- Mantissa, de John Fowles, Albin Michel, coll. "Grandes traductions", 1984
- Sacrifices, de V.S. Naipaul, Albin Michel, coll. "Grandes traductions", 1984 ; 10-18, coll. "Domaine étranger" n° 2577, 1995
- Le Tibet : de Marco Polo à Alexandra David-Neel, de Michael Taylor, Payot, 1985
- Mr. Stone, de Vidiadhar Surajprasad Naipaul, , Albin Michel, coll. "Grandes traductions", 1985 ; Points Roman n° 588, 1993
- Wilt prend son pied, de Tom Sharpe, Luneau Ascot, 1986
- La Créature, de John Fowles, Albin Michel, 1987 ; Le Livre de Poche n° 6880, 1990
- Catastrophes de Patricia Highsmith ; trad. avec Jacqueline Robert, Calmann-Lévy, 1988 ; Le Livre de Poche Thriller n° 4434, 2005
- Floral street, de Simon Burt, Ramsay, 1988
- Un radeau jaune sur l'eau bleue, de Michael Dorris, Ramsay, 1989
- Stanley & Iris, de Pat Barker, Régine Deforges, 1990
- Le Creux de l'été, de Simon Burt, Seghers, coll. "Mots", 1990
- La Femme du dieu du feu, de Amy Tan, J'ai lu n° 3747, 1994 ; Fixot, 1996
- Les Oiseaux de l'hiver, de Jim Grimsley, Métailié, coll. "Bibliothèque anglo-saxonne", 1994
- Un radeau jaune sur l'eau bleue, de Michael Dorris, Rivages-Poche, coll. "Bibliothèque étrangère" n° 121, 1994
- Le Mage, de John Fowles, Albin Michel, coll. "Grandes traductions", 1995, 2006
- Guérilleros, de V.S. Naipaul, 10-18, coll. "Domaine étranger" n° 2682, 1995 ; Albin Michel, coll. "Grandes traductions", 2001
- La Petite Fille de la rue Mango, de Sandra Cisneros, NIL, 1996
- Mary Reilly, de Valerie Martin, Plon, coll. "Feux croisés", 1996 ; Pocket n° 4381, 1996 ; Libretto n° 528, 2016
- L'Attrape-cœurs, de J.D. Salinger, Robert Laffont, coll. "Pavillons", 1996, 2003 ; Pocket n° 4230, 2002 ; Pocket jeunesse, coll. "Pocket jeunes adultes" n° 1504, 2005, 2010
- La Porte des mondes, de Robert Silverberg, Pocket Classiques n° 6213, 1999
- Les Oiseaux de l'hiver, de Jim Grimsley, 10-18, coll. "Domaine étranger" n° 3038, 1999

## Prix littéraires
- 1981 : Prix Goncourt de la nouvelle, pour Quelquefois dans les cérémonies (Gallimard, 1981)
- 1987 : Prix de la nouvelle de la ville du Mans, pour La Terre est à nous (Ramsay, 1987)
- 1989 : Grand Prix de la nouvelle de la SGDL, pour Je suis pas un camion (Seghers, 1989)
- 1991 : Prix Nova pour l'ensemble des recueils de nouvelles
- 1994 : Prix Renaissance de la nouvelle, pour Les voilà, quel bonheur (Julliard, 1993)
- 2002 : Prix des Éditeurs, pour C'est rien, ça va passer (Julliard, 2002)
- 2003 : Prix de la nouvelle de l'Académie Française, pour l'ensemble de son œuvre à l'occasion de la parution de Un soir, à la maison (Julliard, 2003)
- 2004 : Prix de la nouvelle du Scribe 2004, pour Un soir, à la maison (Julliard, 2003)